# Друштво за осигурање Србија
Србија је прво српско друштво за осигурање основано 1905. године у Београду. Идеја за оснивање оваквог друштва постојала је и раније, али је скепса и  неповерење људи према оваквим друштвима у то време била велика. Постојале су тешкоће да се пронађе довољан број људи који би подржали овакву идеју. Тако је прва група интелектуалаца која је придобијена за учествовање у оснивању брзо одустала и тек у другом кругу пронађени су људи, углавном виђенији трговци и банкари, спроводи ову идеју у дело.

## Оснивање
Међу оснивачима и члановима првог управног одбора налазио се инжењер и предузетник Милош Савчић, који ће 1910. постати потпредседник друштва, председник друштва био је трговац Милан Павловић, потпредседник адвокат Марко Станојевић и чланови су били: Коста Ризнић, Др Миленко Веснић, А. Поповиће, А. Биба, Др Давид Алкалај, Владимир Лацковић, Милош Савчић, Бранко Бошковић, Мил. Ђурић и Милован Миловановић. У првом надзорном одбору били су као председник Живан Живановић, члан Државног Савета, као потпредседник Милутин Савић, а као чланови Милан Јовановић, Димитрије Јанковић, Михајло Драгићевић, директор Прометне банке, и шеф књиговодства Народне банке Стеван Гајић.
Акционарски капитал друштва предвиђен је у износу од милион динара у злату, подељен у 5000 акција од по 200 динара, с тим да се имало одмах уплатити 200.000 динара. Интересовање за ово друштво било је велико у свим редовима грађанства, чак се и Краљ Петар први уписао и уплатио 300 комада акција од броја 1 до 300 на своје име и тиме допринео оснивању друштва.

## Рад друштва
Радови око састављања разних образаца, понуда и полиса, општих и посебних услова као и других техничких детаља, завршени су јако брзо, па се могло приступити организацији рада. Рад на животном осигурању започет је 1. јануара 1906. године, а на осигурању имовине од пожара крајем фебруара исте године. Већ 1906. имао је друштво добре резултате, за животно осигурање добило је 940 понуда у суми о преко 4 милиона динара, док је понуда за осигурање од пожара било 518. Овакав одзив осигурао је управи да све аквизиционе трошкове отпише одједном.  Године 1908. уводи се и народно осигурање на мале суме, које је било приступачно и најсиромашнијим грађанима.
Нагли развитак друштва приметила су и страна осигуравајућа друштва, која су била активна у то време. Већ октобра 1909. године Србија је са страним друштвима Асикурациони ђенерали, Росиа, Норд Бритиш, као и Београдском задругом склопила споразум о поштовању премијских тарифа  изузимајући државна осигурања. Овај споразум су стриктно поштовале све потписнице.
Управа 1911. године купује два велика непокретна имања звана Хајдук Вељко и Мали војник, на углу Кнез Михаилове и Сремске улице у Београду. Одмах потом склопљен је уговор са Дирекцијом државних железница о осигурању свих њених железница од пожара.

## Ратни и послератни период
Ратови које је Србија водила почевши од 1912. године, утицали су и на рад друштва, али је оно доста лако преживело овај период, захваљујући сигурним и здравим темељима на којима је основано. Чак је 1913. године отворено и главно заступништво у Скопљу и тиме проширена област деловања и на Јужну Србију. Тек са избијањем Великог рата рад друштва се потпуно обуставља и обновиће се тек 1919. године у ослобођеној Србији, а 1920. Милош Савчић ће постати председник.
Друштво свој делокруг рада проширује на целу тадашњу државу, наилазећи на леп одзив нарочито у Босни и Херцеговини, Војводини, Далмацији и Црној Гори. У свим покрајинама отворена су заступништва и агентуре. У заједници са предузећима Шумадијом, Београдском задругом и  Југославијом, ствара синдикат осигуравајућих друштава, који склапа уговор са Управом фондова о осигурању њених објеката и објеката њених хипотекарних дужника. Наредне 1921. године Србија врши измену својих статута и уводи све врсте осигурања: транспорт, карго и каско, провалне крађе, лом стакла, ауторизик, несрећан случај и законску дужност јемства.
У заједници са другим осигуравајућим друштвима склапа уговор са Бродарским синдикатом о осигурању шлеперских товара, а посао се касније преноси и на Речну пловидбу и Српско Бродарско друштво. Исто тако те године оснива Европско транспортно друштво за осигурање робе и путничких пртљага у Београду. Затим друштво преузима задругу Добротвор у Новом Саду, са свом њеном покретном и непокретном имовином и ту отвара своју филијалу за Војводину. Осим ове, друштво је имало своја заступништва у Скопљу, Сарајеву, Сплиту, Нишу и Цетињу и агентуре у свим већим местима. Укупан број запослених у друштву био је тада 196. Ускоро ће Србија направити велелепну зграду, која јој је била потребна због константног ширења, на друштвеном имању, на углу Кнез Михаилове и Драшковићеве улице.
Друштво је у међуратном периоду само напредовало и бележило успехе. Али је са доласком Другог светског рата, као и све друго, престало са својим радом. Са доласком нових власти и стварањем нове државе укинута су сва предратна осигуравајућа друштва, имовина им је одузета, док је страним заводима било забрањено да послују на територији Југославије. Након периода самоуправног и монополског управљања делатношћу осигурања, јавила су се настојања да се уведе тржишна економија на тржишту осигурања и то, пре свега, путем Закона о основама система осигурања имовине и лица. За све време постојања Југославије закључиван је само класичан уговор о осигурању живота, док остали облици животних осигурања и осигурања лица нису ни помињани.

## Галерија
- Сава Бибић члан осигуравајућег друштва Србија
- Одељење друштва Србија у Сарајеву
- Одељење друштва Србија у Новом Саду
- Графикон осигуравајућег друштва Србија
- Графикон осигуравајућег друштва Србија
- Графикон осигуравајућег друштва Србија
- Графикон осигуравајућег друштва Србија
- Графикон осигуравајућег друштва Србија
- Графикон осигуравајућег друштва Србија
- Осигуравајуће друштво Србија
- Ернест Шујански члан осигуравајућег друштва Србија
- Представништво друштва Србија у Сплиту
- Василије Бонџовић главни заступник осигуравајућег друштва Србија у Скопљу
- Велимир Ненадовић главни заступник осигуравајућег друштва Србија у Новом Саду.